# إمجاض (آيت النص إيسك)
إمجاض هو دُوَّار يقع بجماعة تيوغزة، إقليم سيدي إفني، جهة كلميم واد نون في المملكة المغربية. ينتمي الدوّار لمشيخة آيت النص إيسك التي تضم 32 دوار. يقدر عدد سكانه بـ 44 نسمة حسب الإحصاء الرسمي للسكان والسكنى لسنة 2004.

## روابط خارجية
- البوابة الوطنية للجماعات الترابية
- المندوبية السامية للتخطيط